# Джавадзаде, Мирмамед Джавад оглы
Мирмамед Джавад оглы (Джавадович) Джавадзаде (азерб. Mirməmməd Cavad oğlu Cavadzadə; 18 мая 1927. Ленкорань — 7 августа 2008, Баку) — советский и азербайджанский уролог; доктор медицинских наук, профессор; академик АН Азербайджанской ССР (1980), член-корреспондент АМН СССР (1974), ректор Азербайджанского государственного института усовершенствования врачей имени Азиза Алиева (1974—2008); лауреат Государственной премии СССР.

## Биография
Родился 18 мая 1927 года в Ленкорани в семье служащего, здесь же в 1943 году окончил среднюю школу.
С 1948 года, после окончания Азербайджанского медицинского института, работал хирургом Астаринской районной больницы, с 1949 — заместителем главного врача Астаринской объединённой районной поликлиники и больницы, в 1950—1951 годах — хирургом Ленкоранской городской больницы.
В 1954 году окончил аспирантуру по кафедре урологии 2-го Московского медицинского института, после чего работал ассистентом, доцентом кафедры урологии Крымского медицинского института, был главным урологом Крымской области.
В 1957—1963 годах — ассистент кафедры урологии 2-го Московского медицинского института.
С 1963 года — заведующий кафедрой урологии и оперативной нефрологии, в 1974—2008 годах — ректор Азербайджанского государственного института усовершенствования врачей имени А.Алиева. Одновременно в 1965—2008 годах — главный уролог Минздрава Азербайджана, в 1966—2008 — руководитель Республиканской урологической больницы.
Являлся депутатом Верховного Совета Азербайджанской ССР 9-12 созывов (1975—1991), председателем Общества дружбы Азербайджан — Франция, ряда общественных объединений и структур.

### Семья
Отец — Джавадхан Аскер оглы Талышинский (1868—1939), мать — Фатма Ханум Ширалибей кызы Талышинская (1886—1956).
Жена — Инеза Абдулгасан кызы Джавад-Заде (р. 1945); сыновья
- Самир Мир-Мамед оглы Джавад-Заде (р. 1967);
- Мир-Рияд Мир-Мамед оглы Джавад-Заде (р. 1969)[3].

## Научная деятельность
В 1954 году защитил кандидатскую диссертацию «Камни мочеточников» (руководитель — А. Я. Пытель), в 1962 — докторскую диссертацию «Поликистоз почек».
Основные направления исследований — клиника, диагностика и лечение пиелонефрита, аномалий почек и мочевых путей, поликистоза почек, хронической почечной недостаточности:
- участвовал в проводившемся впервые в СССР гемодиализе у больных с острой почечной недостаточностью (1958);
- впервые в Азербайджане выполнил аортографию при гематурии неясной этиологии (1965);
- создал географическую карту распространённости в Азербайджане мочекаменной болезни (1968);
- впервые в Закавказье выполнил трансплантацию почки при терминальной почечной недостаточности (1971);
- предложил классификацию нефрогенной гипертензии (1-й Всесоюзный съезд урологов, Баку, 1972);
- впервые разработал и применил метод эндоваскулярной электрокоагуляции семенной вены при варикоцеле (1979);
- разрабатывал вопросы аутогемотрансфузии при хирургических вмешательствах на мочеполовых органах;
- впервые в Азербайджане разработал комплексное лечение нейрогенных дисфункций мочевого пузыря у детей, эффективность которого составляет почти 90 %[3].

По его инициативе в Азербайджане были созданы специализированные урологические учреждения и отделения:
- Республиканская урологическая больница — первое в СССР крупное специализированное лечебное учреждение подобного типа (1966);
- лаборатория по изучению мочекаменной болезни (1968)
- лаборатория искусственной почки (1969)
- радиоизотопная лаборатория (1969)
- специализированное отделение анестезиологии, реаниматологии и интенсивной терапии в Республиканской клинической урологической больнице (1972, впервые в СССР);
- детское уронефрологическое отделение на 60 коек (1973)
- уродинамическая лаборатория (1980)
- специализированная медико-генетическая консультация при Республиканской клинической урологической больнице (1980, впервые в СССР);
- отделение экстракорпоральной литотрипсии (1991, первое в Азербайджане; с 1997 — отделение эндохирургии и литотрипсии)[3].

Инициировал создание кафедры анестезиологии и реаниматологии в Азербайджанском государственном институте усовершенствования врачей имени А.Алиева.
Являлся действительным членом Международного и Европейского обществ урологов; был избран председателем Азербайджанского общества урологов, почётным членом Медицинского общества имени Пуркинье (Чехия), Болгарского урологического общества.
Подготовил 17 докторов и 73 кандидата наук.
Автор более 700 научных работ, в том числе 34 монографий и учебных пособий.

### Избранные труды
Источник — Электронные каталоги РНБ
- Джавад-Заде М. Д. оглы. Камни мочеточников. — М. : Медгиз, 1961. — 170 с.
- Джавад-Заде М. Д. оглы. Поликистоз почек : Автореф. дис. … д-ра мед. наук. — М., 1962. — 19 с.
- Джавад-Заде М. Д. оглы. Поликистоз почек : (Клиника и лечение). — М. : Медицина, 1964. — 243 с.
- Пытель А. Я., Голигорский С. Д., Джавадзаде М. Д., Лопаткин Н. А. Искусственная почка и её клиническое применение / Под ред. А. Я. Пытеля. — М. : Медгиз, 1961. — 292 с.

## Награды
- орден Ленина[3]
- орден Октябрьской Революции[3]
- орден «Знак Почёта»[3]
- Государственная премия Азербайджанской ССР (1974) — за работу «Хронический гемодиализ и пересадка почки в Азербайджане»[3]
- Государственная премия СССР[3]
- Заслуженный деятель науки СССР[3]
- Премия Совета Министров СССР (1986) — за разработку вопросов аутогемотрансфузии при хирургических вмешательствах на мочеполовых органах[3]
- орден «Шохрат» (1997)[2][4]
- орден «Истиглал» (18 мая 2007) — за большие заслуги в развитии медицинской науки в Азербайджане[5][2][4]

## Память
- Мемориальная доска на здании, где жил Мирмамед Джавадзаде (Баку, улица Тарлана Алиярбекова, 2)[6].
- Имя Мирмамеда Джавадзаде присвоено Республиканской клинической урологической больнице[7].